# Ганфштенгль, Эдгар
Эдгар Ганфштенгль (нем. Edgar Hanfstaengl, иногда Ханфштенгль; 15 июня 1842, Мюнхен — 28 мая 1910, Мюнхен) — немецкий коммерсант, прославился любовной связью с принцессой Софией Шарлоттой Баварской. Отец Эрнста Ганфштенгля, друга и соратника Гитлера в 20-е годы.

## Биография
Эдгар Ганфштенгль — сын фотографа Франца Ганфштенгля и его супруги Франциски Ганфштенгль-Вегмайер. Получил торговое образование в Штеттине и стажировался на одном из предприятий оптовой торговли в Лондоне. В начале 1860-х годов Ганфштенгль отправился в Азию, где работал конторским служащим в чайной компании Кларка. В 1867 году Ганфштенгль вернулся в Мюнхен и работал в фотоателье отца прокуристом. В том же году у Эдгара Ганфштенгля завязался роман с невестой короля Баварии Людвига II Софией Шарлоттой. 12 ноября 1868 года Эдгар занял место отца в фотоателье и превратил его в издательство Kunstverlag Franz Hanfstaengl.
В 1882 году Эдгар Ганфштенгль женился в Берлине на Катарине Вильгельмине Гейне-Седжвик (1859—1945). У супругов родилось пятеро детей: Эдгар (1883—1958), Эгон (1884—1915), Эрна (1885—1981), Эрнст (1887—1975) и Эрвин (1888—1914). По семейной легенде цыганка нагадала Францу Ганфштенглю, что Ганфштенглям будет сопутствовать удача только в том случае, если их имена будут начинаться на «Э». В 1907 году во главе издательства встал старший сын Эдгар. После смерти Эдгара Ганфштенгля его дочь Эрна обнаружила конверт с надписью рукой отца: «Письма принцессы Софии Шарлотты — сжечь, не читая. Эдгар». Вопреки желанию отца Эрна в феврале 1980 года передала письма писателю Хайнцу Гебхардту. Эдгар Ганфштенгль похоронен в семейной могиле мюнхенском Старом южном кладбище.